# Álvaro Fernández (Fußballspieler, 1998)
Álvaro Fernández, vollständiger Name Álvaro Nahuel Fernández Carbone, (* 5. Juni 1998 in Montevideo) ist ein uruguayischer Fußballspieler.

## Karriere
Der 1,83 Meter große Offensivakteur Fernández spielte von 2011 bis 2014 für die Nachwuchsmannschaften von Defensor Sporting. 2014 wechselte er innerhalb der Stadt zu River Plate Montevideo. Am 31. August 2016 debütierte er dort bei den Profis in der Primera División, als er von Trainer Juan Ramón Carrasco am 1. Spieltag der Spielzeit 2016 beim 1:1-Unentschieden gegen die Montevideo Wanderers in die Startelf beordert wurde. Während der Saison 2016 kam er fünfmal (kein Tor) in der Liga zum Einsatz.
Später spielte Fernández für Centro Atlético Fénix. Den Klub verließ er Ende 2019 mit unbekanntem Ziel.